# Малая Койнова
Малая Койнова — деревня  в Байкаловском районе Свердловской области. Входит в состав Краснополянского сельского поселения. Управляется Чурманским сельским советом.

## География
Населённый пункт расположен на правом берегу реки Иленка в 11 километрах на северо-запад от села Байкалово — районного центра. Вплотную примыкает к деревне Власова.

### Часовой пояс
Малая Койнова, как и вся Свердловская область, находится в часовой зоне МСК+2. Смещение применяемого времени относительно UTC составляет +5:00.

## Население
| 2002 | 2010 | 2021 |
| ---- | ---- | ---- |
| 137  | ↘98  | ↘63  |

## Инфраструктура
Деревня разделена на пять улиц (Калинина, Крупской, Московская, Октябрьская, Советская) и один переулок (Октябрьский).